# Atrichopogon globosus
Atrichopogon globosus är en tvåvingeart som beskrevs av Jean-Jacques Kieffer 1918. Atrichopogon globosus ingår i släktet Atrichopogon och familjen svidknott.
Artens utbredningsområde är Etiopien. Inga underarter finns listade i Catalogue of Life.